# 2313 Aruna
A 2313 Aruna (ideiglenes jelöléssel 1976 TA) a Naprendszer kisbolygóövében található aszteroida. Henry L. Giclas fedezte fel 1976. október 15-én.